# Saison 2 de The Witcher
Chronologie
Saison 1 Saison 3
Cet article présente la deuxième saison de la série télévisée américaine The Witcher.

## Synopsis de la saison
Situé dans un monde médiéval sur une masse terrestre connue sous le nom de « continent », The Witcher suit la légende de Geralt de Riv et de la princesse Ciri, qui sont liés par le destin l'un à l'autre

## Distribution

### Acteurs principaux
- Henry Cavill (VF : Adrien Antoine) : Geralt de Riv
- Anya Chalotra (VF : Léopoldine Serre) : Yennefer de Vengerberg[1]
- Freya Allan (VF : Clara Quilichini) : Cirilla « Ciri » Fiona Elen Riannon
- Joey Batey (VF : Martin Faliu)[2] : Jaskier (épisodes 4, 5, 7 et 8)
- MyAnna Buring (VF : Angèle Humeau) : Tissaia de Vries (épisodes 1, 3, 6 à 8)
- Mimi Ndiweni (VF : Aurélie Konaté) : Fringilla Vigo (épisodes 1 à 3, 5 à 8)
- Eamon Farren (en) (VF : Marc Arnaud) : Cahir Mawr Dyffryn aep Ceallach (épisodes 1, 3 à 8)
- Anna Shaffer (VF : Youna Noiret) : Triss Merigold (épisodes 1, 3 à 7)
- Royce Pierreson (VF : Eilias Changuel) : Istredd (épisodes 3 à 6, 8)
- Wilson Radjou-Pujalte (VF : Kamel Isker) : Dara (épisodes 4 à 8)
- Mahesh Jadu (en) (VF : Rody Benghezala) : Vilgefortz de Roggeveen (épisodes 1, 3 et 7)
- Tom Canton (VF : Pierre Tessier) : Filavandrel (épisodes 2, 3, 5 à 8)
- Mecia Simson (VF : Audrey Sourdive) : Francesca Findabair (épisodes 2, 3, 5 à 8)
- Kim Bodnia (VF : Serge Biavan) : Vesemir (épisodes 2 à 6, 8)

### Acteurs récurrents
- Jodhi May (VF : Hélène Bizot) : la reine Calanthe (épisodes 5 et 8)
- Lars Mikkelsen (VF : Franck Capillery) : Stregobor (épisodes 3 et 7)
- Terence Maynard (VF : Jean Paul Pitolin) : Artorius Vigo (épisodes 3 et 7)
- Paul Bullion (VF : Laurent Gris) : Lambert (épisodes 2 à 6, 8)
- Yasen Atour (VF : Baptiste Marc) : Coën (épisodes 2 à 6, 8)
- Ania Marson (VF : Blanche Ravalec) : Voleth Meir (épisodes 2 et 3, 5 à 7)
- Kaine Zajaz (VF : Rémi Caillebot) : Gage (épisodes 2 et 3, 5 et 6, 8)
- Graham McTavish (VF : Michel Dodane) : Sigismund Dijkstra (épisodes 4 à 8)
- Ed Birch (VF : Benjamin Gasquet) : le roi Vizimir  (épisodes 3 et 4, 7)
- Chris Fulton (VF : Julien Allouf) : Rience (épisodes 5 à 8)
- Aisha Fabienne Ross (VF : Claire Baradat) : Lydia van Bredevoort (épisodes 5 à 8)

### Invités
- Kristofer Hivju (VF : Boris Rehlinger) : Nivellen (épisode 1)
- Agnes Born (VF : Anaïs Delva) : Vereena (épisode 1)
- Basil Eidenbenz (VF : Clément Moreau) : Eskel (épisodes 2 et 3)
- Jota Castellano : Gwain (épisodes 2 et 4)
- Nathaniel Jacobs : Everard (épisodes 2 et 4)
- Chuey Okoye : Merek (épisodes 2 et 4)
- Therica Wilson-Read (VF : Aude Saintier) : Sabrina Glevissig (épisode 3)
- Shaun Dooley (VF : José Luccioni) : le roi Foltest (épisodes 3 et 8)
- Kevin Doyle : Ba'lian (épisode 4)
- Jamal Ajala : Dermain (épisode 4)
- Bart Edwards (en) (VF : Guillaume Lebon) : Duny / Emhyr var Emreis (épisodes 5 et 8)
- Gaia Mondadori (VF : Pamela Ravassard) : Pavetta (épisodes 5 et 8)
- Adjoa Andoh (VF : Annie Milon) : mère Nenneke (épisodes 6 et 7)
- Simon Callow (VF : Benoit Allemane) : Codringher (épisode 6)
- Liz Carr (VF : Marie-Laure Dougnac) : Fenn (épisode 6)
- Jeremy Crawford (VF : Stanislas Forlani) : Yarpen Zigrin (épisode 7)
- Rebecca Hanssen : La reine Meve de Lyria (épisodes 3 et 8)
- Edward Rowe : Roi Henselt de Kaedwen (épisodes 3 et 8)
- Richard Tirado : Roi Demavend d'Aedirn (épisodes 3 et 8)
- Luke Cy : Roi Ethain de Cidaris (épisodes 3 et 8)
- Sam Hazeldine : Eredin, le roi légendaire de la chasse sauvage (épisode 8)
- Cassie Clare (VF : Déborah Claude) : Philippa Eilhart (épisode 8)
- Adam Levy (en) (VF : Gilduin Tissier) : Sac-à-Souris (épisode 8)

## Liste des épisodes
1. Un grain de vérité (A Grain of Truth)
2. Kaer Mohren (Kaer Morhen)
3. Tant de pertes (What is Lost)
4. Le renseignement rédanien (Redanian Intelligence)
5. Volte-face (Turn Your Back)
6. De Chers amis (Dear Friend)
7. Voleth Meir (Voleth Meir)
8. La Famille (Family)

### Épisode 1:Un grain de vérité
La bataille de Sodden s'est terminée par la défaite de Nilfgaard. Geralt, accompagné de Ciri, recherche Yennefer sur le champ de bataille. Tissaia leur annonce que Yennefer n'a pas survécu au sortilège de feu qui a mis les armées nilfgardiennes en déroute. Geralt décide alors d'amener Ciri à Kaer Morhen, citadelle en ruine située loin dans le nord, témoignage du glorieux passé des sorceleurs. En chemin, affrontant une tempête de neige et cherchant un abri pour la nuit, ils découvrent un village désert, où la population semble avoir été décimée. Geralt fait un détour pour se rendre dans la demeure d'une vieille connaissance du nom de Nivellen. Ce dernier a été maudit pour avoir mis à sac un temple et condamné à vivre pour l'éternité sous la forme d'un être mi-homme, mi-sanglier. Interrogé sur le sort des villageois, Nivellen informe les deux compagnons que le village voisin a probablement été victime de la guerre qui fait rage, ce qui convainc peu Geralt. Pendant la nuit, Ciri fait la connaissance d'une jeune femme, nommée Vereena que Nivellen semble cacher dans son manoir. Malgré son comportement mystérieux —elle est dotée de la capacité à marcher sur les murs et les plafonds — la jeune fille parvient à gagner la confiance de Ciri et la prévient qu’elle craint son compagnon, tueur de monstre de son état. Ciri devinant qu'elle est la protégée de Nivellen, qu'il a prétendu plus tôt être son chat, promet de taire son existence.
Geralt, de son côté, enquêtant sur les évènements survenus au village, découvre que les villageois ont été victimes d'une bruxe, une sorte de vampire. De retour chez Nivellen, il trouve Vereena en train de boire le sang de Nivellen, alors endormi, et se rend compte qu'elle est la bruxe qu'il recherche. Le monstre et le sorceleur se livrent alors à un combat intense. Alors que la victoire semble lui échapper, la bruxe prend Ciri en otage et menace de la tuer. Nivellen intervient et la transperce d'une hallebarde, puis Geralt l'achève de son épée. Cet acte met fin à la malédiction de Nivellen et lui permet de reprendre une forme humaine. En guise d'excuses, il se livre alors à des révélations : il a recueilli Vereena dans une forêt et en est tombé amoureux. Aveuglé par son amour pour la bruxe qui était la seule à ne pas le voir comme un monstre, il lui permettait de se repaître de son sang et la laissait sciemment attaquer le village voisin. Il révèle également avoir été maudit pour avoir violé une prêtresse et non pas seulement pour avoir saccagé le temple. Ces informations provoquent l'écœurement de Geralt et de Ciri qui se détournent de Nivellen. Ce dernier supplie Geralt de le tuer, mais Geralt refuse et lui suggère de le faire lui-même, étant de nouveau mortel. 

### Épisode 2:Kaer Mohren
Yennefer et Fringilla sont capturées par le souverain elfe Filavandrel, qui les emmène voir sa femme, la sorcière elfe Francesca Findabair. Francesca souhaite éliminer rapidement les deux sorcières humaines mais Filavandrel pense pouvoir les utiliser pour défendre la communauté elfe contre les humains, qui les traquent continuellement. Mais, pour l'instant, les elfes mènent des fouilles dans la forêt à proximité d'un monolithe en ruine sur les indications de Francesca, qui reçoit des visions d'un personnage vêtu de blanc qu'elle croit être le prophète elfe Ilthinne. Yennefer et Fringilla rêvent également de leur côté de personnages vêtus respectivement de rouge et de noir. Alors prisonnières, elles essaient de rallier Filavandrel à leur cause et lui font part de leurs rêves. Les deux sorcières lui suggèrent qu'elles pourront aider les elfes dans leur entreprise si elles sont libérées. Filavandrel n'est pas sûr de la décision à prendre et se trouve à deux doigts de les libérer, quand soudain les elfes font une découverte : un tunnel débouchant sur un autel où est gravée une incantation elfique ancienne. Francesca la récite et l'autel s'ouvre, révélant un passage qui mène à une hutte magique au cœur de la forêt. Les trois sorcières reçoivent alors tour à tour la visite de la Mère Immortelle, un être mystérieux qui prend une forme différente pour chacune : Yennefer se voit plus jeune, Fringilla voit l'Empereur nilfgardien Emhyr var Emreis et Francesca voit le prophète Ilthinne. Chacune de ces apparitions révèle à celle qui la rencontre le chemin à emprunter pour réaliser son plus grand désir. Les sorcières ressortent. Fringilla qui voit une occasion d’accroitre son pouvoir rejoint Francesca pour former une alliance entre les elfes et Nilfgaard. Yennefer tente d'ouvrir un portail pour s'échapper mais découvre que sa magie a disparu.

### Épisode 3:Tant de pertes(What is Lost)
Alors que Ciri continue à s'entraîner à l'épée, Vesemir enquête sur le Leshen qui a pris possession d'Eskel. Dans le même temps, Yennefer se dirige vers l’académie d'Aretuza. Tissaia, qui la croyait morte, venait justement d’inscrire son nom sur la liste des sorcières tombées à Sodden et l'informe que son absence a soulevé des soupçons sur sa loyauté envers la Confrérie. En effet, la majorité des mages pensent que Yennefer a été détenue par Nilfgard et que sa longue absence prouve qu’elle est désormais acquise à la cause de la Flamme Blanche. Stregobor essaie plus tard d'interroger Yennefer par la torture, selon la même méthode employée par Tissaia sur l’officier nilfgardien Cahir, mais Tissaia l'interrompt violemment. Le Conseil décrète alors que le seul moyen pour Yennefer de prouver sa loyauté envers la Confrérie est d’exécuter Cahir de ses propres mains. Lors de la cérémonie d'exécution, devant la Confrérie et les monarques du Nord rassemblés pour l'occasion, Yennefer empoigne la hache destinée à la décapitation de Cahir, mais au lieu de l’exécuter, le libère et s’enfuit avec lui. 
Pendant ce temps, Francesca et Filavandrel, partent à la tête des elfes s'installer à Cintra sous la protection de Nilfgaard. En promettant l’asile des elfes persécutés par les humains du nord, Fringilla pense faire de la communauté elfe un allié de Nilfgard dans le cadre de son expansion au nord. Francesca révèle qu'elle est enceinte, un évènement qui n'est plus arrivé depuis longtemps chez les elfes. 

### Épisode 4:Le renseignement rédanien
Triss Merigold arrive à Kaer Morhen, invitée par Geralt pour apprendre à Ciri à maitriser ses pouvoirs magiques. Geralt, Ciri et Triss enquêtent sur les origines du myriapode et du Leshen et, en analysant la poussière minérale dont ils sont couverts, découvrent qu'ils sont liés aux monolithes que l'on retrouve en plusieurs endroits sur le continent. Ciri les informe avoir renversé un tel monolithe à Cintra lors de sa fuite après avoir poussé un cri, chose que Geralt et Triss pensent impossible, les monolithes, présents depuis la conjonction des sphères étant réputés indestructibles. Triss ouvre alors un portail pour permettre à Geralt de rencontrer Istredd, connu pour étudier les monolithes. Vesemir, en se rendant sur la sépulture d'Eskel, découvre sur le sol enneigé une fleur particulière, qu’il apporte à Triss. Cette fleur, qui ne pousse que là où du sang ancien a été versé, démontre à la stupéfaction de Vesemir et de Triss, que Ciri a du sang ancien en elle. Le sang ancien appartient en effet à une lignée longtemps considérée comme éteinte et est réputé comme l'ingrédient principal des mutagènes utilisés pour créer de nouveaux sorceleurs. Vesemir perçoit rapidement l’intérêt de cette découverte et entrevoit un moyen de former de nouveaux sorceleurs, la chose étant devenue impossible depuis plusieurs décennies lors de la destruction du stock de mutagènes au cours d’une attaque de Kaer Morhen.
Pendant ce temps, en Redanie, Sigismund Dijkstra et Philippa Eilhart, respectivement chef du renseignement et sorcière de la cour du roi Vizimir, commencent à planifier la conquête de Cintra. Ils recrutent pour l’occasion l'elfe Dara en tant qu’informateur.

### Épisode 5:Volte-face
Rience, un incendiaire, sorte de mage ayant exclusivement recours aux sortilèges de feu, est libéré de prison et chargé de retrouver Ciri par la sorcière Lydia, pour le compte d’un commanditaire inconnu. Geralt et Istredd se rendent au monolithe tombé à l'extérieur de Cintra.
À Oxenfurt, Yennefer, qui a quitté le navire à la recherche de Jaskier, le sauve de Rience. Ils sont ensuite séparés et capturés par les gardes rédaniens. Vesemir révèle à Ciri son plan pour créer de nouveaux sorceleurs, en extrayant un peu du sang ancien qui coule en elle. Ciri est d'accord mais, souhaitant devenir sorceleuse, insiste pour être la première candidate, ce que Vesemir refuse dans un premier temps puis finit par accepter. Triss participe à contrecœur à la fabrication du mutagène permettant la conversion en sorceleur, à l'aide de potions et d'incantations. 
En enquêtant sur les ruines du monolithe de Cintra, Geralt et Istredd émettent l’hypothèse que les monolithes représentent les points d’impacts lors de la conjonction des sphères et constituent des portails entre les mondes qui, une fois activés, permettent aux monstres d'autres sphères d'entrer sur le continent. Cette théorie explique pourquoi les monstres sont couverts de poussière monolithique. Lors de sa conversation avec Istredd, Geralt découvre que Yennefer est bien vivante et que Istredd l’aime également. Triss, tentant de dissuader Ciri de procéder au rituel de conversion des sorceleurs, lance un sortilège pour les projeter dans le passé, dans l'espoir de découvrir la source du pouvoir de Ciri. Ils découvrent la prophétie d'Ithlinne, qui prédit qu'un enfant de sang ancien détruira le monde. Le sort de Triss rencontre cependant quelques anomalies, en effet Triss s’aperçoit que Ciri peut interagir avec les protagonistes rencontrés pendant la projection. Les pouvoirs de Ciri activent à distance le monolithe de Cintra, faisant apparaître un gigantesque monstre volant inconnu, lequel s'échappe immédiatement dans les airs. Geralt retourne à Kaer Morhen, empêchant Ciri de participer au rituel de conversion. Cahir, méconnaissable après sa capture et sa fuite, finit par retourner à Cintra. Repoussé par les siens et par les elfes davantage occupés à recenser leurs semblables, il est finalement reconnu par Fringilla.

### Épisode 6:De chers amis
Geralt et Ciri quittent Kaer Morhen. En chemin ils sont attaqués par le monstre volant apparu dans l'épisode précédent à travers le portail monolithique. Le cheval de Geralt, Ablette, est mortellement blessé par le monstre, qui se met à présent à attaquer Ciri. Geralt parvient à le tuer en plein vol au cours d’un saut héroïque.
À Kaer Morhen, Vesemir et Triss sont attaqués par Rience, qui vole les mutagènes produits à partir du sang de Ciri et s'échappe. Geralt et Ciri se rendent au temple de Melitele, où ils sont accueillis par la prêtresse Nenneke qui a jadis formé Geralt à l'utilisation des signes magiques. Geralt espère que Ciri apprendra ici à contrôler ses pouvoirs. Plus tard dans le temple, ils retrouvent Yennefer qui ne leur fait pas état de la perte de ses pouvoirs magiques. Yennefer feint de se reposer dans le temple pour se ressourcer, à l’issue de la bataille de Sodden. Yennefer découvre alors avec étonnement que la jeune fille qu'elle recherche, Ciri, est en réalité l'enfant-surprise de Geralt et commence à comprendre le lien fort qui unit le sorceleur et la princesse.
À Cintra, Francesca donne naissance au premier elfe né depuis des années. Cette naissance redonne espoir au peuple elfe qui fête l’évènement. Cahir révèle à Fringilla que la flamme blanche, l’empereur Emhyr Var Emreis, se rendra à Cintra sous peu. Il émet des doutes sur la stratégie de Fringilla d’avoir voulu rallier les elfes à la cause nilfgardienne. Istredd découvre un lien entre Ciri et Lara Dorren, une légendaire guerrière elfique. Yennefer raconte à Geralt sa rencontre avec Jaskier et l’incendiaire, que Geralt suppose être à la recherche de Ciri. Rience apparaît alors dans le temple de Melitele avec quelques mercenaires. Geralt ordonne à Yennefer d’éloigner et de protéger Ciri. Un combat s’engage entre le sorceleur et Rience et ses sbires. Yennefer et Ciri s'enferment dans une pièce sans issue et Yennefer, dépourvue de sa magie, apprend en urgence à Ciri à ouvrir un portail. Geralt élimine un par un les sbires de Rience, mais celui-ci finit par s’échapper. Geralt part rejoindre Yennefer et Ciri mais ne peut pas les empêcher de disparaitre via le portail créé par Ciri.

### Épisode 7:Voleth Meir
Dans leur fuite, Yennefer et Ciri se rendent à la lisière de la forêt, dans la maison de la famille qui a accueilli Ciri lors de la bataille de Sodden. Ils découvrent les corps calcinés des membres de la famille et devinent que ceux-ci ont été assassinés par Rience. Geralt libère Jaskier de prison et lui demande son aide pour retrouver Yennefer et Ciri. Jaskier informe Geralt de la perte des pouvoirs magiques de Yennefer. Il lui indique également avoir surpris cette dernière en train de marmonner une incantation étrange. Geralt reconnaît cette incantation qui a pour effet d’invoquer Voleth Meir, une sorcière présente depuis la conjonction des sphères, connue également sous le nom de la Mère Immortelle. Cette sorcière ancestrale, réputée pour se nourrir de la souffrance des autres, a pourtant été enfermée jadis par les premiers sorceleurs, condamnée à demeurer dans sa hutte. Geralt devine que Yennefer a vendu son âme au diable et compte échanger Ciri contre la restitution de ses pouvoirs magiques. Se sentant trahis, Geralt et Jaskier se hâtent donc d’aller libérer Ciri avant qu’il ne soit trop tard. En chemin, ils rencontrent Yarpen Zigrin et son équipe de nains qui se joignent à l’aventure. Yarpen confie au passage un cheval à Geralt en remplacement d'Ablette.
À Cintra, la naissance du bébé de Francesca redonne aux elfes un espoir depuis longtemps perdu, ce qui les amène à repenser leurs priorités. Ils décident alors de se concentrer sur la reconstruction d’un royaume elfique au lieu de se battre pour Nilfgaard en remerciement de l’asile qui leur a été apporté, trahissant l’alliance qui avait été conclue avec Fringilla. Fringilla demande alors des explications à Filavandrel et à Francesca et rappelle le lien d'amitié qui les lie. Francesca annonce alors à Fringilla qu'elle préfère les liens du sang aux liens de l'amitié et qu’elle va donc privilégier les intérêts de son peuple plutôt que ceux de Nilfgaard. Avec la défection des elfes et l’arrivée imminente à Cintra de l’empereur Emhyr Var Emreis, qui voudra qu’on lui rende des comptes, Fringilla sent le vent tourner en sa défaveur. Elle se téléporte alors à Aretuza pour demander de l'aide à son oncle, le mage Artorius, plaidant le lien du sang qui les unit. Cependant, Artorius la voit comme une opportuniste qui s'est détournée de la Confrérie par ambition, utilisant à son compte la puissance militaire de Nilfgaard. Il la congédie, lui déclarant qu'elle n'a, en fait, jamais eu aucun pouvoir à Nilfgaard et qu’elle a été sotte de penser le contraire. Frustrée par cette situation qui lui échappe, Fringilla retourne à Cintra et pétrifie lors de leur repas Cahir et les quatre principaux généraux nilfgaardiens. Dans le but d’intimider Cahir qui assiste, paralysé, à la scène, elle assassine devant lui les généraux impuissants l’un après l’autre et demande à Cahir de se porter garant d'elle lors de l’arrivée de l'empereur. 
Pendant ce temps, Yennefer, sur le chemin de la hutte de la sorcière Voleth Meir, tente d’enseigner la magie à Ciri et commence à tisser des liens avec elle. Elle se rend compte du lien fort qui lie Ciri à Geralt. À Aretuza, Triss parle de Ciri à Tissaia, lui indiquant que seule elle et les sorceleurs sont au courant. Elles sont cependant interrompues par Vilgefortz qui exige la vérité sur Ciri qu’il voit comme une arme puissante pour faire cesser la guerre. Triss, comprenant que Tissaia a parlé à Vilgefortz, se sent trahie et part. 
À Cintra, Dara annonce à Dijkstra qu’il arrête d’espionner pour le compte de la Rédanie. En s’approchant de la forêt près de Cintra, Ciri entre par inadvertance dans l'esprit de Yennefer et découvre qu’elle s’apprêtait à la livrer à Voleth Meir. Désemparée, Ciri provoque une explosion qui fissure le sol jusqu’aux remparts de Cintra. Avertie, une patrouille nilfgaardienne se lance à leurs trousses. Geralt, Jaskier, Yarpen et l’équipe de nains arrivent à temps pour vaincre les Nilfgaardiens. À la fin du combat, Geralt pointe sa lame sur Yennefer et demande à Yarpen et Jaskier de ramener Ciri à Kaer Morhen. Yennefer annonce qu'elle ignorait qui était Ciri avant de la rencontrer, qu'elle était l'enfant-surprise de Geralt, mais qu'elle a compris l'importance qu'ils ont l'un pour l'autre. Geralt demande alors à Yennefer de réciter l’incantation permettant d’invoquer la Mère Immortelle et de trouver sa hutte. Dans le château de Cintra, Francesca se réveille et trouve, horrifiée, Filavandrel tenant leur enfant assassiné dans les bras. Son éclat de douleur donne à Voleth Meir la force de se libérer de sa hutte. Geralt et Yennefer voient alors la sorcière s’échapper de la hutte sous la forme d’un nuage d’étincelles et de fumée.

### Épisode 8:La Famille
Ciri et Jaskier se sont réfugiés à Kaer Morhen. Possédée par la sorcière Voleth Meir qui lui fait apparaitre des visions d’un passé alternatif où elle retrouve sa famille à la cour de Cintra, Ciri commence à tuer les sorceleurs un par un dans leur sommeil. Geralt et Yennefer rejoignent Kaer Morhen et découvrent Ciri sur le point d’assassiner Vesemir et l’interrompent. Ciri les informe qu’une dame en noir arpente les couloirs du château dans le but de se venger des sorceleurs qui l’ont jadis condamnée. Geralt remarque quelque chose d’inhabituel dans le comportement de Ciri et démasque la sorcière. Après avoir envisagé un instant de tuer Ciri, qui a assassiné les leurs, les sorceleurs restants sont convaincus par Geralt, Yennefer et Jaskier de tenter d'expulser Voleth Meir du corps de Ciri. Yennefer part préparer une potion et dépêche Jaskier d’apporter une pierre rouge à Geralt. Voleth Meir utilise le pouvoir de Ciri pour découvrir un monolithe caché dans l’arbre aux médaillons situé dans la grande salle du château. Ce faisant, elle active un portail par lequel pénètrent deux monstres féroces, décrites par l'un des sorceleurs comme une sorte de basilic d'un genre inconnu. Geralt et Vesemir tentent de contenir Ciri pendant que le reste des sorceleurs combattent les monstres. Alors que Vesemir voit les siens tués les uns après les autres, il se résout à tuer Ciri. Geralt l’en empêche. Profitant de la confusion, Voleth Meir, toujours sous la forme de Ciri, fait apparaitre un autre monstre à travers le portail que Geralt parvient à éliminer. Geralt comprend à l’aide de la pierre que lui a transmise Yennefer que la haine et la douleur ne serviront à rien face à la sorcière, qui ne fait que s’en nourrir, et doivent tenter une autre approche.
Dans le même temps, Francesca, qui a quitté Cintra avec Filavandrel et quelques elfes, reproche aux Royaumes du Nord la perte de son nouveau-né. Arrivée dans une cité rédanienne, elle décide de se venger en lançant des sorts sur les habitations, tuant massivement des bébés humains. 
Yennefer, pour se racheter de sa trahison envers Geralt et pour le fait d’avoir voulu livrer Ciri à la Mère Immortelle, offre son corps en guise de réceptacle à l’âme de Voleth Meir. Les sorceleurs en appellent à la bonté de Ciri pour atténuer l'emprise de Voleth Meir et qu'elle doit revenir parmi eux. Ciri est alors tiraillée entre l’illusion d'une vie de bonheur, créée par Voleth Meir pour la maintenir sous son emprise, et le retour à la réalité parmi les sorceleurs. Finalement, l'appel de Geralt et de ses compagnons l'emporte et le sort libère Ciri de l’emprise de la sorcière, dont l’âme rejoint le corps de Yennefer. Puis, Ciri téléporte Geralt et Yennefer dans un monde inconnu. Voleth Meir quitte aussitôt le corps de Yennefer et se transforme en cavalier de la Chasse Sauvage, laquelle chevauche au loin. La Chasse Sauvage tente de kidnapper Ciri, qui se téléporte à nouveau avec Yennefer et Geralt. De retour à Kaer Morhen, Yennefer découvre que ses pouvoirs sont revenus. Les protagonistes pensent que Voleth Meir, venue d’un autre monde, avait besoin des pouvoirs de Ciri issus du sang ancien, notamment de sa capacité de téléportation entre les mondes, pour rentrer chez elle. Geralt se rend alors compte qu’elle n’est en sécurité nulle part et ne peut rester à Kaer Morhen. 
Lors d’un conseil réunissant monarques du nord et mages, supposant que le roi Vizimir recherche activement Ciri, ce qui étendrait encore son emprise sur les autres royaumes du nord, le conseil place une prime sur la tête de Ciri et de ses protecteurs. De son côté, Francesca est informée par Istredd que le sang ancien coule dans les veines de Ciri et se rend compte que la jeune princesse constitue un espoir pour les elfes.
Ainsi, poussés par des ambitions diverses, monarques, empire, mages, elfes et sorcières du continent et même d'autres mondes vont vouloir mettre la main sur les pouvoirs de Ciri.

## Correspondance avec les livres
La deuxième saison adapte le troisième livre Le Sang des elfes qui marque de début de l'histoire principale, ainsi que la nouvelle Un grain de vérité issue du premier livre Le Dernier Vœu.